# Стајићево
Стајићево је насеље града Зрењанина у Средњобанатском округу. Према попису из 2022. било је 1711 становника.

## Историја
Стајићево се налази на лесној тераси између Потиске алувијалне равни на западу и Тамишког платоа на истоку, на 12 км магистралног пута Зрењанин - Београд уз леву обалу Бегеја.
Аграрна реформа (1918—1941) имала је за циљ да се изменити власничка структура земљишта и испуни обећање Краља Петра Карађорђевића дато добровољцима на Крфу, да ће их све наградити одређеном површином обрадиве земље. Одузета земља од властеле у В. Бечкеречкој жупанији дељена је српским добровољцима из Босне, Лике, Далмације, Србије, Војводине и других крајева. Српски живаљ из ових крајева, бивши кметови, слуге и беземљаши могли су добити одређену површину земље у закуп. Њихова несрећа била је у томе што нису имали новца да плате закупнину нити су имали основна средства за рад у пољопривреди.
Видевши како му се парохијани, иначе вредни људи, муче и тешко живе, парох српско-елемирски Сава Стајић је покренуо необичну акцију да се изврши колонизација српске сиротиње из села В. Бечкеречке жупаније на рудинама Раровац, Горња и Доња Петра и Павлово које је било у поседу Алтруистичке банке из Беча. Рођен у Српској Неузини 1881. године, па постао Бечкеречан, где је и матурирао гимназију 1899. године, Сава Стајић је био врло уман и поштован међу великодостојницима новонастале државе. Учио је годину дана Правне науке у Грацу, па апсолвирао је богословију у Сремским Карловцима 1904. године. Рукоположен је 1904. године у Темишвару и примио као капелан парохију у Елемиру. Био је члан Великог духовног суда Пећке патријаршије и епархијске конзисторије у В. Кикинди. Лични пријатељ је епископа Темишварског др. Георгија Летића и др. Душана Гргина, народног посланика Торонталске жупаније, а тадашњег начелника у министарству за аграрну реформу. Обојица су му дали благослов и одобрење да започне колонизацију српске сиротиње из Елемира, Арадца, Фаркаждина, Ечке, Тараша, Кумана, Ботоша и Орловата. Дана 1.10.1920. године примивши своје колонистичке компетенције, колонисти су почели обраду ове земље. Сви колонисти су без изузетка добили 8 кј. и 1100 кв. хвати квалитетне оранице. Број колониста се до 1922. г. попео на 231. породицу. Исте године извршена је експропријација земљишта за изградњу насеља.

## Село
Село је пројектовано и изграђено квадратног облика односно 1 x 1 км, са пет улица правца исток-запад и једном попречном која дели село на половину правца север-југ. Све улице се секу под правим углом и између себе чине осам истоветних квартова а сваки кварт има 30 истоветних кућних плацева величине 100 x 26 метара. Додела плацева за изградњу кућа као и дозвола за почетак изградње извршена је 26.7.1922. године. Захваљујући повољним државним кредитима као и кредитима грађевинских предузећа и трговина у В. Бечкереку и Тителу, добро организованој Аграрној заједници као и спрези и међусобној помоћи, до 1925. г. изграђено је око 200 кућа у којима је живело око 1000 становника српске националности, православне вероисповести. Село је тада добило назив Стајићево, по своме оснивачу г-дину Сави Стајићу.

## Школа
Прва заједничка брига свих колониста била је изградња школе, која је започета већ 1923. г. Зграда од једне школске дворане и учитељског стана завршена је и освештана 5.10.1924. године. Општина Орловат је 1923. приложила 3500 динара за градњу школе, коју ће похађати деца из шест орловатских породица, које су се ту населиле. Школа је била четвороразредна и имала је 84 ученика. Један од првих учитеља био је приправник Кузман Михајловић. Десет година касније 1934. г. гради се нова школа са две учионице, школском двораном и зборницом за учитеље, из средстава Министарства пољопривреде и Банске управе Дунавске бановине. У континуитету та школа је претрпела до данас велике доградње и адаптације. Почетком 1960. почиње изградња још две учионице па школске 1962/63. г. школа ради као осмогодишња.
Изградњом 4 просторије за кабинетску наставу и терена за мале спортове 1990. г. као и 75 m2 помоћних просторија у 2000. г. школа поприма данашњи изглед. Уз школу је изграђена зграда за предшколски узраст деце и котларница. Школу је 2000. г. похађало 220 ученика и 30 предшколаца. Уз најбољу опремљеност кабинетских учила и изградњу сале за физичко васпитање, могла би се сврстати у ред савремених, комфорних школа.

## Црква
Друга заједничка брига колониста била је изградња православног храма. Прилозима мештана у новцу и раду, изградња цркве од набијене земље започета је 24.08.1926. г. Завршетак радова и освештавање храма обављено је 3.11.1926. г. Црква је посвећена успењу Пресвете Богородице (Велика Госпојина ), 28. августа што је уједно и Храмова и сеоска слава. Његово преосвештенство. др. Георгије Летић епископ темишварски долази по други пут на колонију 1.12.1934. г. и том приликом освештава ново изграђену школу, и полаже камен темељац за нову цркву. Градња цркве у касновизантијском стилу била је права реткост у Банату, и трајала је две године. У суседном месту Орловату, се неколико година раније градила се такође нова црква, за коју је нов иконостас изградио наш познати сликар Орловаћанин Урош Предић. Део старог иконостаса рад бечкеречког иконописца Димитрија Поповића из 1772. године, скинут после рушења старе цркве, пропадао је у влажним просторијама. Орловаћани који су део иконостаса на предлог Уроша Предића, већ уступили београдском уметничком удружењу "Цвијета Зузорић" за изложбу, остатак су наменили Стајићеву, за нову цркву. Решила је Црквена општина Орловат 12 јануара 1928. са задовољством да се Стајићеву "да онолико икона колико им треба". Испоставило се да је поклон чинило 25 икона са иконостаса, и једна целивајућа - "Благовести", са још неким сакралним предметима. Црквени скупштинари из Стајићева су се 19. октобра писмено захвалили на дару. Црква је завршена и освећена на дан храмове и сеоске славе 28. августа 1936. г. Својом духовношћу и топлином али и стилом и монументалношћу, она је понос мештана која ни случајног пролазника не оставља равнодушним. У селу постоје назарени, адвентисти, католици али они сви не прелазе 1% од укупног броја становника.

## Личности
У колонији Стајићеву је живео Светозар Марковић Тоза револуционар, комуниста, писац. Тоза је деловао међу омладином у околини пропагирајући комунистичке идеје. Године 1932. рекламирана је његова књига "У нашим рукама је будућност наша" штампана у Великом Бечкереку.

## Демографија
У насељу Стајићево живи 1599 пунолетних становника, а просечна старост становништва износи 38,8 година (37,6 код мушкараца и 40,0 код жена). У насељу има 627 домаћинстава, а просечан број чланова по домаћинству је 3,19.
Ово насеље је великим делом насељено Србима (према попису из 2002. године).
|  |

| Демографија | Демографија | Демографија |
| Година      | Становника  | Становника  |
| ----------- | ----------- | ----------- |
| 1948.       | 1.133       |             |
| 1953.       | 1.229       |             |
| 1961.       | 1.413       |             |
| 1971.       | 1.607       |             |
| 1981.       | 1.993       |             |
| 1991.       | 2.058       | 1.969       |
| 2002.       | 1.999       | 2.035       |
| 2011.       | 1.839       |             |

| Етнички састав према попису из 2002.‍ | Етнички састав према попису из 2002.‍ | Етнички састав према попису из 2002.‍ | Етнички састав према попису из 2002.‍ | Етнички састав према попису из 2002.‍ |
| ------------------------------------ | ------------------------------------ | ------------------------------------ | ------------------------------------ | ------------------------------------ |
|                                      |                                      |                                      |                                      |                                      |
| Срби                                 | Срби                                 |                                      | 1.925                                | 96,29%                               |
| Мађари                               | Мађари                               |                                      | 25                                   | 1,25%                                |
| Југословени                          | Југословени                          |                                      | 15                                   | 0,75%                                |
| Хрвати                               | Хрвати                               |                                      | 6                                    | 0,30%                                |
| Румуни                               | Румуни                               |                                      | 6                                    | 0,30%                                |
| Словаци                              | Словаци                              |                                      | 5                                    | 0,25%                                |
| Македонци                            | Македонци                            |                                      | 2                                    | 0,10%                                |
| Русини                               | Русини                               |                                      | 1                                    | 0,05%                                |
| Руси                                 | Руси                                 |                                      | 1                                    | 0,05%                                |
| Немци                                | Немци                                |                                      | 1                                    | 0,05%                                |
| непознато                            | непознато                            |                                      | 4                                    | 0,20%                                |

| Година пописа     | 1948. | 1953. | 1961. | 1971. | 1981. | 1991. | 2002. |
| ----------------- | ----- | ----- | ----- | ----- | ----- | ----- | ----- |
| Број домаћинстава | 276   | 289   | 352   | 439   | 566   | 617   | 627   |

| Број чланова      | 1  | 2   | 3   | 4   | 5  | 6  | 7  | 8 | 9 | 10 и више | Просек |
| ----------------- | -- | --- | --- | --- | -- | -- | -- | - | - | --------- | ------ |
| Број домаћинстава | 94 | 147 | 120 | 152 | 67 | 31 | 12 | 3 | 0 | 1         | 3,19   |

| Пол    | Укупно | Неожењен/Неудата | Ожењен/Удата | Удовац/Удовица | Разведен/Разведена | Непознато |
| ------ | ------ | ---------------- | ------------ | -------------- | ------------------ | --------- |
| Мушки  | 818    | 214              | 542          | 39             | 23                 | 0         |
| Женски | 846    | 139              | 539          | 148            | 19                 | 1         |
| УКУПНО | 1.664  | 353              | 1.081        | 187            | 42                 | 1         |

| Пол    | Укупно                    | Пољопривреда, лов и шумарство | Рибарство                            | Вађење руде и камена | Прерађивачка индустрија       |
| ------ | ------------------------- | ----------------------------- | ------------------------------------ | -------------------- | ----------------------------- |
| Мушки  | 450                       | 117                           | 10                                   | 1                    | 147                           |
| Женски | 248                       | 65                            | 5                                    | 1                    | 60                            |
| УКУПНО | 698                       | 182                           | 15                                   | 2                    | 207                           |
| Пол    | Производња и снабдевање   | Грађевинарство                | Трговина                             | Хотели и ресторани   | Саобраћај, складиштење и везе |
| Мушки  | 6                         | 44                            | 34                                   | 12                   | 33                            |
| Женски | 0                         | 2                             | 56                                   | 6                    | 3                             |
| УКУПНО | 6                         | 46                            | 90                                   | 18                   | 36                            |
| Пол    | Финансијско посредовање   | Некретнине                    | Државна управа и одбрана             | Образовање           | Здравствени и социјални рад   |
| Мушки  | 0                         | 5                             | 18                                   | 7                    | 6                             |
| Женски | 2                         | 1                             | 7                                    | 14                   | 24                            |
| УКУПНО | 2                         | 6                             | 25                                   | 21                   | 30                            |
| Пол    | Остале услужне активности | Приватна домаћинства          | Екстериторијалне организације и тела | Непознато            | Непознато                     |
| Мушки  | 5                         | 0                             | 0                                    | 5                    | 5                             |
| Женски | 2                         | 0                             | 0                                    | 0                    | 0                             |
| УКУПНО | 7                         | 0                             | 0                                    | 5                    | 5                             |